# Имяньпо
Имяньпо (кит. упр. 一面坡) — посёлок городского уезда Шанчжи в Харбине провинции Хэйлунцзян, КНР. Расположен в 130 км к юго-востоку от центра Харбина, на берегу реки Майхэ.

## История
Имяньпо возник как железнодорожный посёлок при одноимённой станции Китайско-Восточной железной дороги. Его строительство началось русскими инженерами в 1897 г. — одновременно с прокладкой первых звеньев рельсового пути новой железнодорожной линии. Прежде здешняя местность «представляла собой сплошную горную и заболоченную тайгу» с двумя-тремя «убогими» фанзами маньчжурских рыбаков по берегу реки. Дорог и мостов не существовало, а единственными путями сообщения были «едва заметные горные тропы, проложенные таежными звероловами».
Строительство посёлка прервалось в 1900 г восстанием ихэтуаней. Восстание продолжалось вплоть до 1901 года включительно, что вызвало перерывы в строительстве ряда участков КВЖД… 23 июня 1900 китайцы-ихэтуани атаковали строителей и приступили к разрушению железнодорожного полотна и станционных построек. Судьба партии строителей, отступавшей из Мукдена, под командой поручика Валевского и инженера Верховского, сложилась трагически. Почти вся она погибла в неравных боях. Захваченный в плен Верховский был обезглавлен в Ляояне… В связи с чем, 28 июня Имяньпо пришлось срочно эвакуировать.
После разгрома ихэтуаней строительство возобновилось. В конце 1901 года была возведена г. Свято-Сергиевская церковь.. Реально вокруг станции образовались 2 посёлка: русский и китайский. Место считалось курортным, несмотря на присутствие в посёлке промышленности и оборотного депо КВЖД.
После революционных событий 1917 г. в Имяньпо сформировалась крупная колония русских эмигрантов, и вплоть до продажи Советским Союзом КВЖД правительству Маньчжоу-го в 1935 г. в посёлке сосуществовали и «причудливо смешивались обычаи старой страны и доходящие до Китая приметы новой Советской России». В эти времена Иманьпо условно делился на северную и южную части. В северной части располагались административные здания, гимназия, советская школа, церковь, а в южной — магазины, китайские лавки и ресторан.